# Waldenburgerbahn
La Waldenburgerbahn (WB) (detta anche Waldenburgbahn) è una ferrovia a scartamento ridotto della Svizzera.

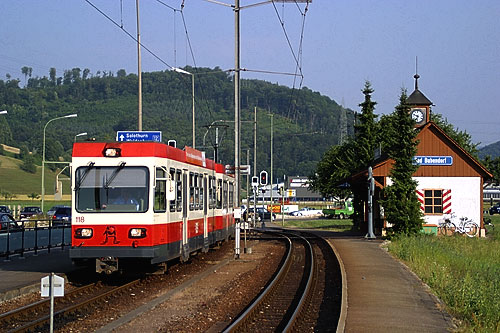

## Storia
La costruzione della linea, tra Liestal nel Canton Basilea Campagna e Waldenburg, venne proposta in seguito all'arrivo a Liestal, nel 1858, della ferrovia Basilea-Olten  che era stata costruita dalla Compagnia della Svizzera Centrale (Schweizerische Centralbahn, SCB). Nel 1870 il Gran Consiglio del Canton Basilea Campagna approvò la concessione per la costruzione e l'esercizio di una ferrovia tra Liestal e Waldenburg (ed eventualmente Langenbruck) ad un comitato di iniziativa; tale concessione fu in seguito confermata da un referendum e ratificata dall'Assemblea federale. Nel 1873 l'Assemblea federale trasferì la concessione della linea alla SCB, in quanto la stessa aveva ottenuto la concessione anche per la linea Liestal-Reigoldswil (ferrovia di Wasserfallen); la SCB, non riuscendo a costruire la linea, decise nel 1879 di affidarne l'esecuzione alla SLM di Winterthur, mentre la concessione fu trasferita dal Consiglio federale nel 1880 alla Waldenburgerbahn-Gesellschaft (WB), costituitasi l'anno precedente.
Il progetto era finanziato dai comuni interessati, dal Cantone di Basilea-Campagna e dalla Schweizerische Centralbahn, oltre che dall'emissione di azioni della WB.
I lavori di costruzione iniziarono il 15 marzo 1880 e il successivo 1º novembre la linea ferroviaria, a scartamento ridotto da 750 mm, venne aperta all'esercizio. La scelta di tale scartamento fu dettata dalla necessità di ridurre l'ingombro della sede ferroviaria per far correre la linea entro i limiti della carreggiata stradale esistente. Qualche anno prima della prima guerra mondiale si progettò un suo prolungamento fino a Langenbruck o a Oensingen e, contestualmente, il cambio di scartamento (a metrico) e l'elettrificazione ma tutto venne bloccato dallo scoppio del conflitto. Nel 1923 la tratta Liestal-Altmarkt venne ricostruita in sede propria; tre anni dopo venne rettificato il tracciato tra Oberdorf e Niederdorf.
Nella primavera 1947 il consiglio d'amministrazione decise di elettrificare la linea; ottenute sovvenzioni federali, cantonali e comunali, nel maggio 1952 iniziarono i lavori d'elettrificazione che terminarono nell'autunno 1953: la trazione elettrica fu attivata il 26 ottobre di quell'anno. Con l'elettrificazione i viaggiatori trasportati passarono da 380.732 nel 1953 a 505.980 l'anno successivo.
Tra l'ottobre 1956 e l'aprile 1957 venne trasferita in sede propria la tratta Bad Bubendorf-Hölstein.
Nel 1985 venne rinnovato il materiale rotabile.
Con effetto dal 1º gennaio 2016 la WB venne assorbita dalla Baselland Transport. Serve a connettersi con i servizi ferroviari delle FFS nella stazione di Liestal. Fino al 2021 fu l'unica ferrovia svizzera a scartamento di 750 mm. Il 6 aprile 2021 la linea chiuse per lavori di ricostruzione: venne cambiato lo scartamento (da 750 mm a un metro) e introdotti nuovi rotabili a pianale ribassato, ordinati congiuntamente alla Aargau Verkehr (AVA). La linea ricostruita ha riaperto l'11 dicembre 2022.

## Caratteristiche
Sino al 2021 la linea, a scartamento 750 mm, era lunga 13,09 km (di cui circa 9 in sede propria), elettrificata in corrente continua con la tensione di 1.500 V; il raggio minimo di curva era di 70 metri, la pendenza massima del 30 per mille.

### Percorso
|  |  | Continuation backward |

|  | Head station | Station on track |

|  | Straight track | Straight track |

|  | Small bridge over water | Small bridge over water |

|  |  | Unknown route-map component "eABZg+l" | Unknown route-map component "ABZlxr" | Unknown route-map component "CONTfq" |

| Station on track |

| Station on track |

| Unknown route-map component "KDSTaq" | Unknown route-map component "ABZg+r" |  |

| Stop on track |

| Station on track |

| Small arched bridge over water |

| Small arched bridge over water |

| Stop on track |

| Small bridge over water |

| Station on track |

| Unknown route-map component "eHST" |

| Station on track |

| Stop on track |

| Station on track |

| Stop on track |

| End station |

La linea parte dalla stazione di Liestal e corre in gran parte parallela alla strada cantonale per Waldenburg sino al capolinea. Fino al 1923 la tratta tra Liestal e il ponte sul fiume Frenke era in comune con la linea dell'Hauenstein, con la quale condivideva un binario.

## Materiale rotabile

### Materiale motore - prospetto di sintesi
| Tipo                   | Matricola      | Anno di costruzione | Costruttore | Note                                                                                 |
| ---------------------- | -------------- | ------------------- | ----------- | ------------------------------------------------------------------------------------ |
| Locomotive a vapore    | G 2/2 1÷2      | 1880                | SLM         | 2 ceduta nel 1913, 1 radiata e demolita nel 1928                                     |
| Locomotiva a vapore    | G 3/3 3        | 1882                | Krauss      | radiata e demolita nel 1940                                                          |
| Locomotiva a vapore    | G 3/3 4        | 1887                | SLM         | radiata e demolita nel 1910                                                          |
| Locomotiva a vapore    | G 3/3 4 (II)   | 1910                | SLM         | radiata e demolita nel 1953                                                          |
| Locomotiva a vapore    | G 3/3 5        | 1902                | SLM         | accantonata nel 1954, di nuovo in funzione dal 1980 al 2018, monumentata a Bubendorf |
| Locomotiva a vapore    | G 3/3 6        | 1912                | SLM         | dal 1958 al Museo svizzero dei trasporti                                             |
| Locomotiva a vapore    | G 4/5 7        | 1938                | SLM         | radiata e demolita nel 1960                                                          |
| Automotrici elettriche | CFe 4/4 1÷3    | 1953                | SWS-BBC     | vendute in Austria nel 1992-93                                                       |
| Automotrici elettriche | BDe 4/4 11÷17  | 1985-92             | SWS-BBC     | vendute alla Čiernohronská železnica nel 2021                                        |
| Automotrici elettriche | Be 6/8 101÷110 | 2022                | Stadler     | tipo Tramlink                                                                        |